# Paul Pilgrim
Paul Henry Pilgrim (26. října 1883 New York, USA — 7. ledna 1958 White Plains, New York) byl americký atlet, běžec na středních tratích. Závodil za New York Athletic Club.
Na Letních olympijských hrách 1904 v St. Louis byl členem družstva, které získalo zlatou medaili v běhu na čtyři míle. Na start nastoupilo deset závodníků, rozdělených do dvou pětičlenných týmů: amerického (New York AC) a smíšeného (Chicago AA a Francouz Albert Corey), zvítězil tým, jehož závodníci měli nižší součet umístění (Pilgrim byl v cíli šestý).
Na olympijské mezihry 1906 odcestoval Pilgrim jako náhradník a do týmu se dostal až poté, co olympijský vítěz ze St. Louis Harry Hillman utrpěl zranění při ztroskotání lodi. Pilgrim šanci využil a vyhrál běh na 400 m i běh na 800 m.
Paul Pilgrim startoval také na olympiádě 1908 v Londýně, kde však v běhu na 400 m nepostoupil z rozběhu.
Jeho osobní rekordy byly 53,0 s na 400 m a 2:01,5 s na 800 m.